# Становая тяга
Становая тя́га — базовое многосуставное упражнение, выполняемое обычно со штангой (а также с гантелью или гирей), удерживаемыми обеими руками. Используется как элемент физической подготовки и является одной из соревновательных дисциплин в таких видах спорта как пауэрлифтинг и силовой экстрим. Применяется также в бодибилдинге для укрепления мышц ног и поясницы в приседаниях.

## Мышцы
При выполнении становой тяги задействовано почти 3/4 всей мышечной массы, в первую очередь это: разгибатели спины, ягодицы, четырёхглавая и двуглавая мышцы бёдер, широчайшая мышца спины, трапеция, задние пучки дельтовидных мышц, предплечья и бицепсы. Тяга на прямых ногах («румынская тяга») дополнительно растягивает и нагружает бицепсы бёдер, заставляя их работать на пределе в динамическом напряжении, а также верхние доли ягодиц; вес отягощения в данном виде тяги используется умеренный, меньше, чем в «становой». Именно поэтому, выполняя разные варианты тяг, спортсмены больше всего набирают мышечную массу и поэтому данное упражнение относится к базовым.

## Техника выполнения
Порядок выполнения становой тяги
Тяга может выполняться широким, средним и узким, параллельным, прямым или смешанным (разнохват) хватом или специальным хватом в «замок». Постановка ног может быть чуть шире плеч или очень широкая (тяга в стиле «сумо»), ноги прямые или согнуты в коленях. Из спортивного инвентаря применяется обычно штанга, тяга с применением блина от штанги, гантели или гири, удерживаемые между ног обеими руками, называется «плие-приседанием».
Во всех вариантах тяг ноги чуть согнуты в коленях для снятия нагрузки с суставов, руки прямые вытянутые, спина обязательно прямая (нагрузка строго вертикальная на весь позвоночный столб, который амортизирует её вдоль всего тела спортсмена, что позволяет избежать травм позвоночника смещением отдельных позвонков и перенапряжением отдельных мелких стабилизирующих мышц).
Выделяют основные варианты тяг:
1. По углу в коленях в нижней точке:
- «становая» (она же «классическая» или «тяжелоатлетическая») — колени примерно под прямым углом;
- «мёртвая» (она же «румынская») — колени почти прямые.

2. По положению ступней выделяют:
- тягу «сумо» (она же «лифтёрская») — ноги широко расставлены.

3. По инвентарю выделяют:
- тягу штанги;
- тягу гири;
- тягу гантели;
- тягу «трап-штанги».

### Классическая тяга
Классическая тяга выполняется при узко поставленных ногах. Голени ног практически касаются грифа штанги. Здесь напряжение переносится на мышцы спины, бицепс бедра и ягодичные мышцы. При выполнении данного упражнения важно поднимать штангу равномерно и вертикально, голову важно не задирать, а держать прямо, направляя взгляд вперёд как при положении стоя, так и в положении наклона, плечи должны быть отведены назад, а лопатки сведены. Рекомендуется атлетам со слабыми ногами, коротким торсом и длинными руками. У спортсменов с такими анатомическими особенностями сильно влияет на изменение техники подъёма штанги наличие коротких пальцев, которые не в состоянии удержать большой вес. Для таких атлетов существует особый хват, когда фаланга большого пальца располагается под фалангой остальных четырёх («в замок»). Если ограничивающим фактором прогресса в данном упражнении становится слабый хват, спортсмены обычно используют лямки или крючья. В процессе тренировок атлеты нередко применяют кистевые ремни для фиксации штанги в руках, однако использование их на соревнованиях по пауэрлифтингу не допускается.

### «Мёртвая тяга»
«Мёртвая тяга» — это тяга на прямых ногах, от классической тяги и тяги «сумо» она отличается тем, что выполняющий её не сгибает ноги в коленях (или сгибает незначительно в виду своих анатомических особенностей), когда наклоняется за лежащей на полу штангой и поднимает её. Тяга на прямых ногах не используется в соревновательном пауэрлифтинге, так как такая техника не позволяет поднять максимальный вес и является более травмоопасной.

### Тяга «сумо»
Тяга в стиле «сумо» выполняется с широкой постановкой ног; носки практически касаются «блинов» штанги, при выпрямленной спине от начальной и до конечной фазы движения вверх. В этом случае основная нагрузка приходится на мышцы бедра, поэтому данная техника обычно применяется атлетами со слабой спиной, длинным туловищем и короткими руками.

### Тяга «трап-штанги»
Трап-штанга, изобретённая Элом Джерардом (Al Gerard), имеет гриф в виде ромба, у которого внутри двух углов есть параллельные ручки для хвата. Спортсмен стоит внутри ромба и берётся за эти ручки параллельным хватом. Это позволяет тянуть более вертикально по сравнению с упражнением, где используется обычный прямой гриф. В таких условиях гораздо легче держать спину прямой.

## Хват грифа и сила хвата
При выполнении тяги с большим весом, кисти могут не выдержать нагрузки и разжаться. Поэтому атлеты прибегают к различным методам: используют особые виды хватов, используют вспомогательную экипировку (лямки, крюки), используют варианты упражнений для развития мышц предплечий и, соответственно, усиления хвата.
Наиболее удобным хватом для выполнения становой тяги является так называемый «смешанный хват» (или «разнохват»), когда большие пальцы рук не направлены друг к другу, а смотрят в одну сторону, то есть один развёрнут наружу, а второй внутрь. Такой хват предотвращает выскальзывание штанги из рук, но создаёт крутящий момент на позвоночник, и может приводить к развитию сколиоза и травмам, ввиду неравномерной нагрузки,  поэтому применяется чаще всего профессионалами для поднятия максимальных весов.
«Прямой хват» является самым удобным и практикуемым, именно его советуют любителям и новичкам профессионалы. Прямой хват в упражнении становой тяге без использования лямок или крюков позволяет максимально нагрузить предплечья спортсмена, что увеличивает силу хвата, а это в свою очередь очень важный фактор в новом официальном спорте — армлифтинге, к тому же позволяет легко переходить на свободные веса (гири, гантели, жгуты и другой спортивный инвентарь) в дальнейших тренировках. Следует различать «прямой» и «одноимённый» хват. Если обе кисти находятся в одном положении относительно грифа — одноимённый хват. Прямой хват является одноимённым, также, как и обратный хват.
Также существует хват «в замок» или «штангистский хват». Отличие от прямого хвата заключается в том, что большие пальцы рук не обхватывают гриф, а зажимаются между грифом и остальными пальцами руки. С давних пор используется в тяжёлой атлетике, но имеет существенный недостаток — болевые ощущения в больших пальцах, поэтому во вспомогательных упражнениях его применяют редко, чаще пользуясь лямками.
Для развития удерживающей силы кистей атлеты выполняют вспомогательное упражнение — тягу с плинтов с удержанием; плинт — это деревянный кубик размером 40×40×10 см, обычно обитый резиной. Удержание выполняется прямым хватом, так сила хвата прорабатывается наиболее оптимально, а нагрузка на позвоночник снижается за счёт невозможности поднятия предельного веса, который обычно профессионалы берут разнохватом. После выполнения тяги, вес снижают на 30—40%, поднимают спортивный снаряд с плинтов и держат как можно дольше, обычно 20—30 секунд и опускают штангу на плинты. Так выполняется 2—3 и более подходов.
Ещё одним, действенным методом развития мышц предплечий и повышения силы хвата в становой тяге является упражнение под названием «ось Аполлона». Суть упражнения, заключается в подъёме с пола штанги особой конструкции. Она имеет толстый гриф (диаметром 49 мм), который к тому же не вращается. Рекорд в этом упражнении принадлежит Майку Бурку  и составляет 237,5 кг. Альтернативой «оси Аполлона» могут стать накладки на гриф (расширители грифа), которые можно применить для любой штанги или гантели. Поскольку при их использовании руки не сжимаются «в замок», нагрузка на хватательные мышцы многократно возрастает.

## Безопасность
Неправильная техника выполнения может вызвать травму или напомнить о существующих травмах; чем больше поднимаемый вес, тем выше опасность. Если спину округлять, а не держать прямо (с некоторым прогибом), то нагрузка на межпозвонковые диски становится неравномерной, что может вызвать смещение позвонков. В особенности это относится к поясничному отделу позвоночника, который при выполнении становой тяги получает основную нагрузку. Кроме того, неравномерная нагрузка на межпозвонковый диск может вызвать защемление спинномозговых нервов.
Помимо травмирования позвоночника частой причиной болей в поясничной области после выполнения становой тяги является поражение крестцово-подвздошного сочленения. По мнению ряда атлетов, данным типом повреждения обусловлено до 30% случаев болей в пояснице у молодых людей, в особенности занимающихся спортом (в том числе борьбой, танцами). Причиной развития жалоб чаще всего является нарушение техники выполнения становой тяги при условии несимметричного развития парного крестцово-подвздошного сочленения (сама по себе умеренная асимметрия может считаться нормой и не приводить к возникновению жалоб без травм или чрезмерных нагрузок).
Большинство спортсменов используют специальные тяжелоатлетические пояса или пояса для пауэрлифтинга, чтобы стабилизировать низ спины. Однако следует помнить, что пояс непосредственно не удерживает позвонки, а способствует повышению внутрибрюшного давления путём того, что пояс давит на живот спортсмена и не даёт ему выпячиваться. При выполнении же становой тяги без пояса, повышение внутрибрюшного давления достигается напряжением мышц пресса путём их втягивания.
Использование подхвата, когда большие пальцы рук разворачиваются в стороны и затем пальцы снизу обхватывают гриф, также в принципе травмоопасно при поднятии очень большого веса. Подхват укорачивает бицепс и увеличивает нагрузку на него, что может привести к его разрыву или соединённых с ним сухожилий. Этот риск особенно возрастает при отсутствии полной гибкости в локтевом суставе.
Разнохват, несмотря на его популярность среди пауэрлифтеров, также потенциально является травмоопасным. Он способствует созданию вращательного момента вокруг оси позвоночника, что в сравнении с прямым хватом значительно увеличивает возможность травмы последнего (особенно при работе с большими весами, при многократных подходах и при проблемах с позвоночником). Чтобы минимизировать влияние крутящего момента, после каждого подхода следует менять разворот кистей. При слабом хвате в любительском спорте предпочтение стоит отдавать использованию кистевых ремней или петель, нежели применению разнохвата.
Использование спортсменами экипировки (лямок, петель, ремней, крючков) способствует удержанию штанги, что значительно снижает нагрузку на мышцы предплечья и позволяет сконцентрироваться на самой тяге, а не на её удержании.
Во избежание травмирования поясничного отдела становую тягу рекомендуется делать после полного восстановления, длившегося обычно не менее 7—10 дней. Также следует тщательно разминаться небольшими весами и не пренебрегать техникой безопасности.

## Мировые рекорды

### Открытая категория
| Весовая категория | Результат | Спортсмен               | Примечание                           | Год  | Федерация      |
| ----------------- | --------- | ----------------------- | ------------------------------------ | ---- | -------------- |
| 56                | 238       | Ламар Гант              |                                      | 1980 | AAU            |
| 60                | 286       | Стюарт Джеймисон        |                                      | 2017 | WRPF           |
| 75                | 345       | Дмитрий Насонов         |                                      | 2015 | WRPF           |
| 82.5              | 400       | Дмитрий Насонов         |                                      | 2017 | WRPF           |
| 90                | 400       | Кайлер Волам            |                                      |      |                |
| 100               | 431       | Кайлер Волам            |                                      | 2019 | WRPF           |
| 110               | 455       | Джамал Браунер          |                                      | 2017 | WRPF           |
| 110               | 450       | Юрий Белкин             | С использованием лямок и комбинезона | 2016 | GPO            |
| 125               | 411       | Константин Константинов |                                      | 2005 | IPF            |
| 140               | 426       | Константин Константинов |                                      | 2009 | AWPC           |
| 140+              | 474       | Хафтор Бьёрнссон        | С использованием лямок               | 2019 | Arnold Classic |
| 140+              | 500       | Эдди Холл               | С использованием лямок и комбинезона |      |                |
| 140+              | 505       | Хафтор Бьёрнссон        | С использованием лямок и комбинезона | 2025 |                |

### Категория с допинг-контролем
| Весовая категория | Результат | Спортсмен               | Год  | Федерация |
| ----------------- | --------- | ----------------------- | ---- | --------- |
| 56                | 255       | Бутаков Кирилл          | 2009 | IPF       |
| 60                | 272       | Джей-Ди Карр            | 1988 | USPF      |
| 67.5              | 313       | Дэн Остин               | 1987 | IPF       |
| 75                | 305       | Дэйв Рикс               | 1990 | IPF       |
| 82.5              | 347       | Эд Кон                  | 1984 | IPF       |
| 90                | 341       | Роберт Херринг          | 2008 | 100 %     |
| 100               | 390       | Эд Кон                  | 1993 | IPF       |
| 110               | 365       | Джон Как                | 2010 | WDFPF     |
| 125               | 411       | Сахибов Рам             | 2018 | IPF       |
| 140               | 426       | Константин Константинов | 2009 | AWPC      |
| 140+              | 410       | Марк Хенри              | 1995 | WDFPF     |